# 悉曇学
悉曇学（しったんがく）とは、中国韓国や日本における梵字に対する音韻の学問である。

## 概説
悉曇とは、サンスクリットのシッダム（siddham）を音訳した漢語である。狭義には母音字を指す言葉であるが、子音字も含めてサンスクリットを表す文字全般を称する場合もある。またシッダマートリカーという固有の文字体系の名称でもあり、6世紀のグプタ文字から発達したものをいう。
悉曇学は『大般涅槃経』文字品に対する注釈学を起源とするとされ、早期の著作に唐の智広『悉曇字記』などがある。

## 日本における悉曇学
日本では平安時代の安然が集大成した『悉曇蔵』（880年）があり、早期の悉曇学説をまとめている。『悉曇蔵』はサンスクリットのみならず音韻学を研究する重要な資料となっている。また明覚の『悉曇要訣』（1101年頃）は日本語を傍証として用いており、その日本語に関する記述が古代日本語の音韻を研究する際の貴重な資料となっている。また明覚には『反音作法』（1093年）という著作があり、早期の五十音図を伝えている。
江戸時代には浄厳が『悉曇三密鈔』を著し、契沖ら国学者の日本語音韻論に影響を与えた。